# Парк 50-летия Октября (Москва)
Парк 50-летия Октября — лесопарк на западе Москвы, расположенный на территории муниципального округа Проспект Вернадского, между проспектом Вернадского, улицами Удальцова и Раменки. Площадь парка — 67 га.

## Описание парка
Парк создан на берегах реки Раменки по обеим сторонам тогдашнего Боровского шоссе, которое в пределах парка превращено в аллею. Парк имеет радиально-кольцевую планировку с уклоном от улицы Удальцова в сторону Тарасовского и Дашина оврагов. Есть пруды и довольно обильный родник, созданы декоративные кулисы из различных пород деревьев: берёз, осин, клёнов, дубов, каштанов, ясеней, елей, сосен, рябин, черёмух, ив, очень многочисленен клён ясенелистный.
Главная аллея начинается от северного выхода со станции метро Проспект Вернадского. На аллее установлен памятник воинам-интернационалистам.
Одна из аллей парка — «Аллея памяти партизан Подмосковья» — высажена ветеранами партизанского движения Великой Отечественной войны. У входа в парк со стороны улицы Светланова установлен мемориальный знак Московскому рубежу обороны осени 1941 года.
В центре парка, где сходятся основные аллеи, расположена открытая сцена для выступлений. Здесь находится один из символов зеленой зоны — скульптурная композиция «Моя семья» (её также называют «Ладошки»).
В парке имеется много детских и спортивных площадок. Среди спортивной инфраструктуры: зоны для волейбола, баскетбола, большого тенниса, настольного тенниса, бадминтона, скалодром, уличные тренажеры, скейт-парк, площадки воркаут. Предусмотрены велодорожки и беговая дорожка. Для детей построены игровые городки с современными аттракционами (включая тарзанку).
В парке работает прокат инвентаря, проводятся увеселительные и образовательные мероприятия, детские кружки и занятия в рамках проекта для людей старшего поколения «Московское долголетие». Есть павильон для коворкинга.

## История
Парк создан в 1967 году, к 50-летию Великой Октябрьской Социалистической революции. Согласно Сталинскому плану реконструкции Москвы 1935 года на этих территориях и планировалось обустройство парковой зоны «Тёплый стан».
Проект парка был разработан в мастерской № 3 института «Моспроект-1», руководитель проекта — архитектор В. И. Иванов, и институтом «Моспроект-3», руководитель проекта архитектор Б. И. Белозерский. Осуществление проектов производилась методом народной стройки. Высаженные деревья представляли собой 5—10-летние саженцы. Одной из первых, при активном участии ветеранов партизанского движения, А. К. Спрогиса, появилась Аллея памяти партизан Подмосковья. Деревья аллеи высажены ветеранами в/ч 9903. В 2015 году на аллее был установлен памятник борцам с нацизмом.
В 2004 году на главной аллее парка также был установлен памятник погибшим воинам-интернационалистам. Средства на создание и установку мемориала были собраны Союзом ветеранов войны в Афганистане.
Ещё одна достопримечательность в парке была установлена в 2008 году — в год Семьи. Тогда в центральной части зоны отдыха появилась скульптурная композиция «Моя семья» в виде четырёх ладоней.
В 2008 году в рамках «Года Семьи» в парке проходил VI городской Фестиваль цветников и ландшафтной архитектуры «Цветочные фантазии — семье».
В период с 2017 по 2018 годы в парке проходила масштабная реконструкция. Была существенно обновлена инфраструктура, однако сохранена радиально-кольцевая планировка. В ходе благоустройства в парке было построено 12 детских площадок и 12 спортивных, среди которых воркаут, скалодром, скейт-парк, тарзанка. Проложена вело- и беговая дорожки, установлены велопарковки. Обновлена композиция «Моя семья» — теперь она имеет другой дизайн и оборудована архитектурно-художественной подсветкой. Кроме того, в парке появились новые павильоны, в том числе коворкинг и комната матери и ребёнка.
В рамках благоустройства в парке 50-летия Октября дополнительно высажено более 300 деревьев, 5,7 тысяч кустарников, разбито 213,8 тысяч квадратных метров газонов и 6,8 тысячи квадратных метров цветников.

## Галерея
- Монумент в начале аллеи партизан Подмосковья
- Беседка в парке
- Одна из аллей
- Инсталляция на центральной площади
- Детская площадка

- Река Раменка за Народным мостом. 2018
- Участок Боровского шоссе у моста через Раменку.  Один из входов в парк
- Источник у берега Раменки
- Народный мост через Раменку
- Пейзаж парка 50-летия Октября. Виднеются дома по Проспекту Вернадского.
- Лиса на дорожке Парка
- Повалившаяся ель

## Уголовное дело
В сентябре 2012 года в парке от отравления догхантерами погибло несколько десятков собак, а также появились анонимные объявления о том, что собаки продолжат гибнуть, если на них не будут надевать поводки и намордники. По факту отравлений возбуждено уголовное дело по статье 245 УК РФ (жестокое обращение с животными).